# استوارت اروین
استوارت اروین (انگلیسی: Stuart Erwin؛ ۱۴ فوریهٔ ۱۹۰۳ – ۲۱ دسامبر ۱۹۶۷) یک هنرپیشه اهل ایالات متحده آمریکا بود.

## فیلم‌شناسی
از فیلم‌های او می‌توان به مرا ستاره کن، ماجرای پرشور هالیوود و پس از ساعت اداری اشاره نمود.